# Parchovany
Parchovany (bis 1948 slowakisch „Parchoviany“; ungarisch Parnó) ist eine Gemeinde im Osten der Slowakei, mit 2001 Einwohnern (Stand 31. Dezember 2024), die zum im Okres Trebišov, einem Kreis des Košický kraj gehört.

## Geographie
Die Gemeinde befindet sich im Ostslowakischen Tiefland unweit der Mündung des Flusses Topľa in die Ondava. Das Ortszentrum liegt auf einer Höhe von 115 m n.m. und ist 11 Kilometer von Sečovce sowie 17 Kilometer von Vranov nad Topľou gelegen.
Verwaltungstechnisch gliedert sich die Gemeinde in den Hauptort Leles sowie den 1989 eingemeindeten Ort Božčice und den Weiler Hunkovce.

## Geschichte
Parchovany wurde zum ersten Mal 1272 schriftlich erwähnt und entwickelte sich wahrscheinlich aus einer slawischen Siedlung. 1828 sind 127 Häuser und 961 Einwohner verzeichnet. Im späten 19. Jahrhundert gab es das Andrássy-Landschloss, das 1901 durch einen Brand zerstört wurde.

## Bevölkerung
| Jahr                | 1994 | 2004    | 2014    | 2024    |
| ------------------- | ---- | ------- | ------- | ------- |
| Anzahl der Personen | 1752 | 1916    | 1922    | 2001    |
| Unterschied         |      | +9,36 % | +0,31 % | +4,11 % |

| Jahr                | 2023 | 2024    |
| ------------------- | ---- | ------- |
| Anzahl der Personen | 1971 | 2001    |
| Unterschied         |      | +1,52 % |

Ergebnisse nach der Volkszählung 2001 (1887 Einwohner):
| Nach Ethnie: - 88,82 % Slowaken - 10,92 % Zigeuner - 0,11 % Tschechen | Nach Konfession: - 87,44 % römisch-katholisch - 7,74 % griechisch-katholisch - 3,29 % konfessionslos |

## Sehenswürdigkeiten
- römisch-katholische Kirche im neogotischen Stil von 1900